# Лейк-Панорама (Айова)
Лейк-Панорама (англ. Lake Panorama) — переписна місцевість (CDP) в США, в окрузі Гатрі штату Айова. Населення — 1266 осіб (2020).

## Географія
Лейк-Панорама розташований за координатами 41°43′18″ пн. ш. 94°24′14″ зх. д. / 41.72167° пн. ш. 94.40389° зх. д. (41.721545, -94.404021).  За даними Бюро перепису населення США в 2010 році переписна місцевість мала площу 21,48 км², з яких 17,14 км² — суходіл та 4,34 км² — водойми.

## Демографія
Згідно з переписом 2010 року, у переписній місцевості мешкало 1309 осіб у 559 домогосподарствах у складі 438 родин. Густота населення становила 61 особа/км².  Було 1109 помешкань (52/км²).
Расовий склад населення:
| - 98,5 % — білих - 0,3 % — азіатів - 0,2 % — корінних американців |

До двох чи більше рас належало 0,5 %. Частка іспаномовних становила 1,6 % від усіх жителів.
За віковим діапазоном населення розподілялося таким чином: 20,4 % — особи молодші 18 років, 54,8 % — особи у віці 18—64 років, 24,8 % — особи у віці 65 років та старші. Медіана віку мешканця становила 51,8 року. На 100 осіб жіночої статі у переписній місцевості припадало 100,8 чоловіків;  на 100 жінок у віці від 18 років та старших — 98,9 чоловіків також старших 18 років.
Середній дохід на одне домашнє господарство  становив 97 306 доларів США (медіана — 63 571), а середній дохід на одну сім'ю — 110 192 долари (медіана — 82 143). За межею бідності перебувало 4,2 % осіб, у тому числі 0,0 % дітей у віці до 18 років та 4,1 % осіб у віці 65 років та старших.
Цивільне працевлаштоване населення становило 571 осіб. Основні галузі зайнятості: освіта, охорона здоров'я та соціальна допомога — 29,2 %, фінанси, страхування та нерухомість — 21,9 %, мистецтво, розваги та відпочинок — 11,0 %, роздрібна торгівля — 8,9 %.